# 史雲杜斯拉夫·柏杜夫
史雲杜斯拉夫·柏杜夫（羅馬化：Svetoslav Petrov；1978年2月12日—），生于多布里奇，保加利亞职业足球运动员，现效力於索菲亞中央陸軍，他曾替保加利亞上11次。

## 生涯
史雲杜斯拉夫在多布魯察開始他的職業生涯。效力3年，1999年，他轉到索非亞中央陸軍。效力4季後，他轉到克拉斯諾達庫班。2006年，他重返索非亞火車頭。一年後，他加盟阿塞拜疆球隊巴库石油工人。他隨後被借往當屆中超冠軍長春亞泰一季。2009年，他再次回到保加利亞，與索非亞中央陸軍簽約兩年。

## 榮譽
冠軍
- 保加利亞聯賽 (1): 2003
- 中國超級聯賽 (1): 2007